# Parco eolico di Fraine
Il parco eolico di Fraine è un impianto di produzione di energia eolica situato nel territorio comunale di Fraine in provincia di Chieti.
L'impianto, realizzato nel 2002 con 15 aerogeneratori da 600 kW, fa parte del Comprensorio eolico Alto Vastese.
Al parco eolico è associata la stazione di trasformazione di Monteferrante, per l'elevazione dell'energia elettrica in alta tensione (150 kV).